# Титов, Владимир Викторович
Владимир Викторович Титов (8 мая 1969, Каменск-Уральский, Свердловская область) — советский и российский футболист и игрок в мини-футбол, защитник и полузащитник.

## Биография
В начале карьеры выступал за клубы Каменска-Уральского в соревнованиях коллективов физкультуры. В 1993 году перешёл в «Уралмаш», в его составе дебютировал в матче высшей лиги России 9 июня 1993 года против московского «Локомотива», заменив на 67-й минуте Дмитрия Нежелева. Всего за «Уралмаш» в июне-августе 1993 года сыграл 4 матча в высшей лиге и одну игру в Кубке России.
В 1994 году вернулся в «Трубник» из Каменска-Уральского, который к тому времени получил статус профессионального клуба. За четыре следующих сезона сыграл 95 матчей и забил 25 голов. В 1995 году стал лучшим бомбардиром зонального турнира третьей лиги с 12 голами. В начале 2000-х годов снова играл в родном городе на любительском уровне.
Помимо большого футбола более десяти лет выступал за мини-футбольные клубы Свердловской области.
После окончания игровой карьеры стал работать детским тренером в Каменске-Уральском, также возглавлял взрослую любительскую команду «Трубник». Принимал участие в ветеранских соревнованиях.